# Pesti Ihász Lajos
Pesti Ihász Lajos (Cece, 1849. január 8. – Budapest, Ferencváros, 1935. április 23.) színész, színházigazgató, Ihász Lajos (1901–1946) színész apja. 

## Életútja
Pesti Ihász Lajos és Tóth Julianna fia. 1869-ben lépett fel először Molnár György társulatában a Budai Népszínházba. Ezután 1870-ben Pécsen, Balatonfüreden, Egerben játszott Károlyi Lajosnál. Eközben havonta járt vidékre is fellépni. Eleinte hős- és jellemszerepeket alakított, majd később apaszerepekben tűnt fel. Amikor Kecskeméten játszott, közben megfordult a következő városokban is: Cegléd, Kiskunfélegyháza, Szentes, Nagykőrös, Kalocsa, Baja, Szentes, Tiszabecse. Társulatát meglátogatták többek között: Prielle Kornélia, Ditróiné, Bényeiné, Solymosi Elek, Szathmáry Árpád. Társulatában játszottak: Szép József, Kömley Gyula, Halasi Béla, Kopácsi Júlia és mások. Több évig volt az Országos Színészegyesület igazgató tanácsának tagja.
Felesége Kovács Karolina színésznő volt, aki 1933. január 12-én Budapesten hunyt el.

## Működési adatai
1871–72: Miskolc; 1873: Arad; 1874: Pozsony, Budai Színkör; 1876: Baja; 1877: Hódmezővásárhely; 1878: Baja, Kecskemét; 1880: Rimaszombat, Baja; 1881: Székesfehérvár. 
Igazgatóként: 1883–84: Békés, Losonc, télen Rozsnyó (Polgár Károllyal); 1884: Alsódabas; 1885: Újvidék; 1886: Kecskemét; 1887: Ókanizsa; 1888: Hódmezővásárhely; 1889–1895: Kecskeméti Színház (Dobó Sándorral 1892-ig); 1895–96: Szatmár; 1897–1906., ápr. 8: Szabadkai Színház.